# Jörgen Jönsson
Jörgen Jönsson (* 29. září 1972) je švédský bývalý profesionální hokejista, naposledy hrající švédskou ligu za tým Färjestads BK.

## Hráčská kariéra
Svou profesionální kariéru zahájil v roce 1992 v týmu švédské ligy Rögle BK, od roku 1995 do konce kariéry v roce 2009 hrál v klubu Färjestads BK s krátkou přestávkou v sezóně 1999–2000, kterou strávil v severoamerické NHL v týmech New York Islanders a Anaheim Mighty Ducks. V roce 1997 byl vyhlášen nejlepším švédským hokejistou roku.
Byl dlouholetou oporou (často kapitánem) švédské hokejové reprezentace, drží švédský rekord v celkovém počtu reprezentačních startů. Se švédskou reprezentací získal mimo jiné dvě zlaté olympijské medaile (1994 a 2006) a celkem devět medailí z mistrovství světa (dvě zlaté, tři stříbrné, čtyři bronzové). V roce 1997 vyhrál anketu o hokejistu roku ve švédské lize (Zlatý puk).

## Ocenění a úspěchy
- 1997 Svenska hockeyligan – Nejproduktivnější hráč v playoff
- 1997 Svenska hockeyligan – Nejlepší střelec v playoff
- 1997 Svenska hockeyligan – Zlatý puk
- 1998 Svenska hockeyligan – Nejlepší nahrávač v playoff
- 2001 Svenska hockeyligan – All-Star Team
- 2001 Svenska hockeyligan – Nejlepší nahrávač v playoff
- 2002 Svenska hockeyligan – Trofej Håkana Looba
- 2002 Svenska hockeyligan – Vítězný gol k zisku titulu ve švédské lize
- 2004 Svenska hockeyligan – All-Star Team
- 2006 Svenska hockeyligan – All-Star Team
- 2006 Svenska hockeyligan – Nejproduktivnější hráč v playoff
- 2006 Svenska hockeyligan – Nejlepší střelec v playoff
- 2009 Svenska hockeyligan – Rinkens riddare
- 2012 Síň slávy švédského hokeje

## Prvenství
- Debut v NHL – 2. října 1999 (Tampa Bay Lightning proti New York Islanders)
- První gól v NHL – 2. října 1999 (Tampa Bay Lightning proti New York Islanders)
- První asistence v NHL – 1. listopadu 1999 (Carolina Hurricanes proti New York Islanders)

## Klubové statistiky
| Sezona       | Klub                    | Soutěž       | Základní část | Základní část | Základní část | Základní část | Základní část | Play off | Play off | Play off | Play off | Play off |
| Sezona       | Klub                    | Soutěž       | Z             | G             | A             | B             | TM            | Z        | G        | A        | B        | TM       |
| ------------ | ----------------------- | ------------ | ------------- | ------------- | ------------- | ------------- | ------------- | -------- | -------- | -------- | -------- | -------- |
| 1990–91      | Rögle BK                | SEL          | 24            | 4             | 2             | 6             | 2             | —        | —        | —        | —        | —        |
| 1991–92      | Rögle BK                | HoA          | 27            | 1             | 8             | 9             | 6             | —        | —        | —        | —        | —        |
| 1992–93      | Rögle BK                | SEL          | 40            | 17            | 11            | 28            | 28            | —        | —        | —        | —        | —        |
| 1993–94      | Rögle BK                | SEL          | 40            | 17            | 14            | 31            | 46            | 3        | 1        | 0        | 1        | 2        |
| 1994–95      | Rögle BK                | SEL          | 22            | 4             | 6             | 10            | 18            | —        | —        | —        | —        | —        |
| 1995–96      | Färjestads BK           | SEL          | 39            | 11            | 15            | 26            | 36            | 8        | 0        | 4        | 4        | 6        |
| 1996–97      | Färjestads BK           | SEL          | 49            | 12            | 21            | 33            | 58            | 14       | 9        | 5        | 14       | 14       |
| 1997–98      | Färjestads BK           | SEL          | 45            | 22            | 25            | 47            | 53            | 12       | 2        | 9        | 11       | 12       |
| 1998–99      | Färjestads BK           | SEL          | 48            | 17            | 24            | 41            | 44            | 4        | 0        | 2        | 2        | 4        |
| 1999–00      | New York Islanders      | NHL          | 68            | 11            | 17            | 28            | 16            | —        | —        | —        | —        | —        |
| 1999–00      | Mighty Ducks of Anaheim | NHL          | 13            | 1             | 2             | 3             | 0             | —        | —        | —        | —        | —        |
| 2000–01      | Färjestads BK           | SEL          | 50            | 20            | 26            | 46            | 32            | 15       | 5        | 12       | 17       | 12       |
| 2001–02      | Färjestads BK           | SEL          | 50            | 22            | 17            | 39            | 20            | 10       | 5        | 1        | 6        | 16       |
| 2002–03      | Färjestads BK           | SEL          | 49            | 16            | 23            | 39            | 58            | 14       | 0        | 4        | 4        | 2        |
| 2003–04      | Färjestads BK           | SEL          | 49            | 16            | 21            | 37            | 24            | 17       | 6        | 6        | 12       | 16       |
| 2004–05      | Färjestads BK           | SEL          | 50            | 11            | 21            | 32            | 38            | 15       | 4        | 4        | 8        | 6        |
| 2005–06      | Färjestads BK           | SEL          | 48            | 17            | 16            | 33            | 60            | 18       | 9        | 9        | 18       | 6        |
| 2006–07      | Färjestads BK           | SEL          | 48            | 15            | 32            | 47            | 44            | 9        | 0        | 6        | 6        | 4        |
| 2007–08      | Färjestads BK           | SEL          | 42            | 6             | 20            | 26            | 24            | 12       | 5        | 5        | 10       | 12       |
| 2008–09      | Färjestads BK           | SEL          | 42            | 8             | 12            | 20            | 32            | 12       | 3        | 7        | 10       | 12       |
| Celkem v SEL | Celkem v SEL            | Celkem v SEL | 735           | 235           | 306           | 541           | 619           | 163      | 49       | 74       | 123      | 124      |
| Celkem v NHL | Celkem v NHL            | Celkem v NHL | 81            | 12            | 19            | 31            | 16            | —        | —        | —        | —        | —        |

### Reprezentační statistiky
| 1994        | Švédsko     | OH          | 6  | 0  | 0  | 0  | 0  |
| 1994        | Švédsko     | MS          | 7  | 3  | 2  | 5  | 4  |
| 1997        | Švédsko     | MS          | 11 | 5  | 2  | 7  | 6  |
| 1998        | Švédsko     | OH          | 1  | 0  | 0  | 0  | 0  |
| 1998        | Švédsko     | MS          | 10 | 2  | 1  | 3  | 8  |
| 1999        | Švédsko     | MS          | 10 | 3  | 1  | 4  | 10 |
| 2000        | Švédsko     | MS          | 6  | 0  | 2  | 2  | 2  |
| 2001        | Švédsko     | MS          | 9  | 2  | 3  | 5  | 0  |
| 2002        | Švédsko     | OH          | 4  | 0  | 0  | 0  | 4  |
| 2002        | Švédsko     | MS          | 9  | 1  | 3  | 4  | 6  |
| 2003        | Švédsko     | MS          | 9  | 4  | 2  | 6  | 14 |
| 2004        | Švédsko     | MS          | 9  | 1  | 3  | 4  | 2  |
| 2004        | Švédsko     | SP          | 4  | 0  | 0  | 0  | 0  |
| 2005        | Švédsko     | MS          | 9  | 2  | 3  | 5  | 2  |
| 2006        | Švédsko     | OH          | 8  | 1  | 1  | 2  | 4  |
| 2006        | Švédsko     | MS          | 6  | 3  | 1  | 4  | 0  |
| Celkem v MS | Celkem v MS | Celkem v MS | 95 | 26 | 23 | 49 | 54 |
| Celkem v OH | Celkem v OH | Celkem v OH | 19 | 1  | 1  | 2  | 8  |
| Celkem v SP | Celkem v SP | Celkem v SP | 4  | 0  | 0  | 0  | 0  |